# Ligament collatéral des articulations interphalangiennes de la main
Les ligaments collatéraux des articulations interphalangiennes (ou ligaments latéraux des articulations inter-phalangiennes de la main) sont des ligaments des articulations interphalangiennes de la main.
Chaque articulation interphalangienne possède deux ligaments collatéraux : un médial et un latéral..
Les ligaments collatéraux sont composés de deux faisceaux :
- un faisceau principal qui relie le tubercule latéral ou médial de la tête de la phalange la plus proximale aux tubercule respectif de la tête de la phalange la plus distale,
- un faisceau accessoire qui s'insère au même niveau que le faisceau principal mais se termine sur le bord latéral de la plaque palmaire.